# روجر لوينشتاين
روجر لوينشتاين (مواليد سنة 1954) (بالإنجليزية: Roger Lowenstein)‏ صحفي وكاتب أمريكي. تخرج من جامعة كورنيل وكان مراسلا لصحيفة وول ستريت جورنال لأكثر من عقد.
وهو أيضًا مدير صندوق سيكويا ( Sequoia Fund). في عام 2016، انضم إلى مجلس أمناء جامعة ليسلي. كان والده، الراحل لويس لوينشتاين، محاميًا وأستاذًا بجامعة كولومبيا قام بكتابة كتب ومقالات تنتقد الخدمات المالية الأمريكية.